# Виктория (богиня)
Викто́рия (лат. Victoria) — в римской мифологии богиня победы.
Викторию соотносят с греческой богиней победы Никой, а также ассоциируют с богинями Вакуна, Вика Пота (предполагается, что эта богиня предшествовала Виктории) и Беллона. Во многих источниках её — как и Нику — часто описывают дочерью Палланта и Стикс, а также сестрой Зела, Кратоса и Бии.
Это очень давнее, чисто римское божество, культ которого существовал задолго до появления романо-греческого пантеона и идентификации Виктории с Никой. Святилище Виктории располагалось на холме Палатин.
В отличие от греческой Ники Виктория занимала значительное место в римском обществе. Ей поклонялись военачальники, возвращавшиеся с победой. В её честь было возведено множество храмов. Когда в 382 году н. э. император Грациан приказал убрать статую Виктории, в Риме было множество недовольных.
Также в отличие от Ники, которая была символом успеха в спортивных играх, таких как гонки на колесницах, Виктория была символом победы над смертью и определяла, кто будет успешен во время войны. Кроме того, она могла выступать и как символ победы конкретного императора.
В честь богини назван астероид (12) Виктория, открытый в 1850 году.

## Изображения
В римской иконографии часто встречаются крылатые фигуры (в основном парные), представляющие победу и именуемые крылатыми победами. Изображения размещались над основной композицией, либо в пазухах сводов. Подобные изображения можно видеть на триумфальных арках и сходных конструкциях, где круглый или полукруглый элемент обрамлен прямоугольником. Впрочем, крылатые победы представляли, скорее, дух победы, нежели саму богиню Викторию.
Такие изображения продолжали появляться после христианизации Римской империи и постепенно превратились в христианских ангелов.
Виктория широко представлена на римских монетах и ювелирных украшениях. Её часто можно увидеть рядом с изображением колесницы, либо на колеснице. Атрибутами богини являются повязка и лавровый венок, позже была добавлена пальмовая ветвь, ещё позже — военные трофеи и оружие.

## Галерея

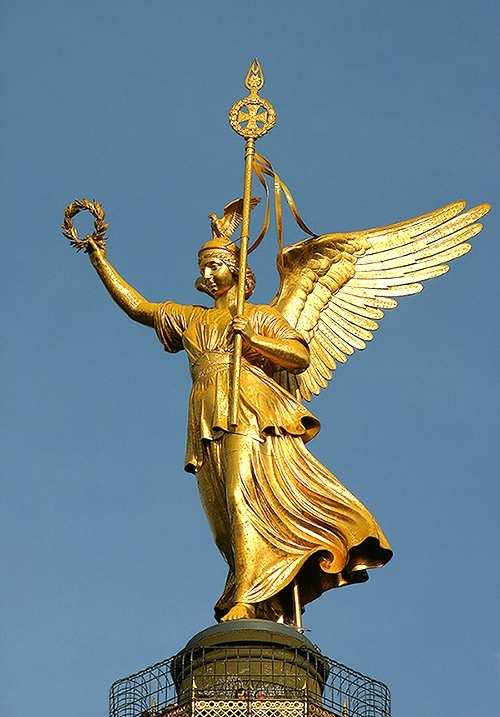
Виктория на вершине Колонны Победы в Берлине
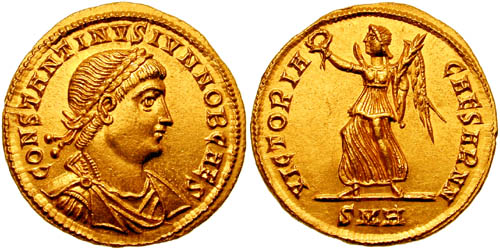
Виктория на реверсе золотой монеты времён Константина II
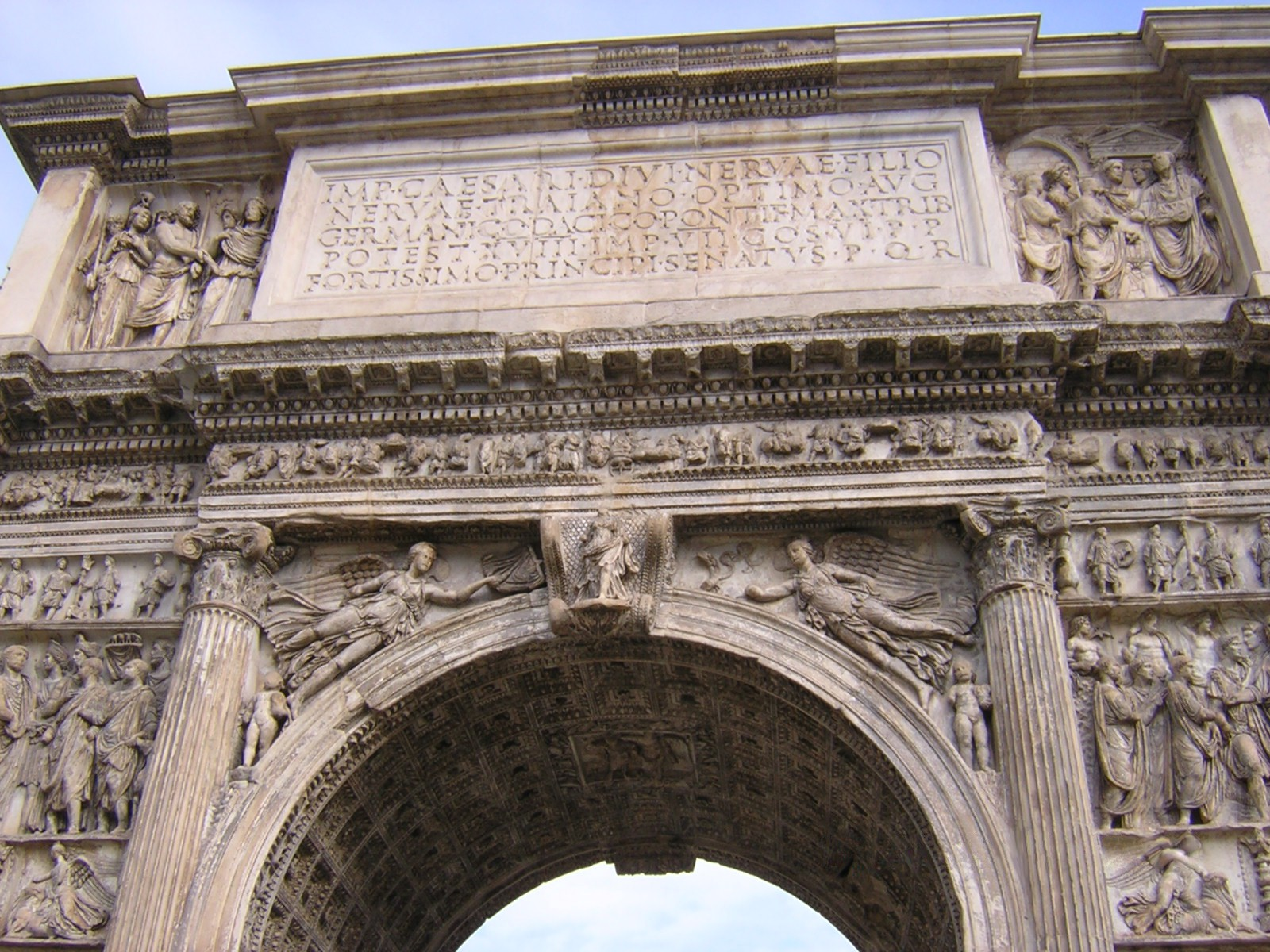
Арка Траяна (Беневенто) с изображением крылатых побед